# Francesco Mengozzi
Francesco Mengozzi (Chiaravalle, 5 gennaio 1949) è un dirigente d'azienda e dirigente pubblico italiano.

## Biografia
Maturità classica nel 1967, laurea in giurisprudenza nel 1971. Inizia a lavorare al Mediocredito del Lazio, nell'aprile 1975 entra come funzionario presso la direzione finanza della Fincantieri, avviando una carriera che si svolgerà in gran parte nel mondo delle Partecipazioni statali. Nel 1984 è direttore centrale di Italstat, nel 1989 entra nel consiglio d'amministrazione di Aeroporti di Roma ancora sotto controllo dell'Alitalia, nel 1991 diventa direttore finanziario di Iritecna SpA dopo la fusione con Italstat. In seguito ne sarà direttore generale con il compito di varare lo spinoff con la nascita del Gruppo Fintecna, dove avrà lo stesso incarico con il compito di privatizzare le partecipazioni Iri nelle costruzioni e nelle infrastrutture.
Nel 1996 passa alla RAI, con Franco Iseppi come direttore generale, con il ruolo di vicedirettore generale con deleghe sull'area finanza e controllo. Lascia l'azienda due anni più tardi con la nomina di direttore generale delle Ferrovie dello Stato. Progetta e gestisce la privatizzazione di Grandi Stazioni e di Basictel, dà anche vita alla società di trasporti ferroviari Trenitalia Spa assumendone per un breve periodo la presidenza.
Nel 2001 il governo Amato, su indicazione del sottosegretario alla presidenza del consiglio Enrico Micheli, lo nomina amministratore delegato della compagnia aerea Alitalia al posto di Domenico Cempella con il compito di risanare la società e di ricapitalizzarla. 
Resta alla guida della compagnia di bandiera fino al 2004. I risultati non sono brillanti: nonostante la ricapitalizzazione portata a termine nel 2002 di 1,4 miliardi di lire e un robusto piano di riduzione dei costi commerciali e di distribuzione, i conti Alitalia continuano ad essere sempre in perdita. Il periodo del resto è segnato dagli attentati dell'11 settembre 2001 alle Twin Towers e dalla guerra in Iraq. Durante la sua gestione, Mengozzi riduce l'offerta cancellando molte destinazioni (Gedda, Bangkok, Pechino, Hong Kong, San Francisco, Los Angeles), vendendo una parte della flotta, annunciando esuberi di personale (previste 1500 persone di troppo) e quindi suscitando la forte reazione dei sindacati. Tenta anche di ridurre, tra le proteste sindacali, gli scioperi, i voli cancellati e le malattie "politiche", il forte potere dei piloti e degli assistenti di volo.  Entra comunque in SkyTeam (cosa che evita l'isolamento dell'azienda) e conclude un accordo con la compagnia aerea Air France con cui ci sarà un iniziale scambio azionario del 2 per cento. Una partnership molto criticata per le condizioni poco favorevoli per la compagnia italiana. Dopo un periodo di forti contestazioni, nel febbraio 2004 Mengozzi si dimette rifiutando l'invito del governo a restare e ad ammorbidire il piano degli esuberi.
Un mese più tardi assume l'incarico di condirettore generale delle Poste Italiane con la guida della Divisione Bancoposta. Ha anche un posto nel consiglio d'amministrazione, che però non gli verrà rinnovato nel 2005. Nel 2007 Mengozzi si dimette ed entra nella branch italiana della banca d'affari americana Lehman Brothers (dopo pochi mesi assorbita dalla banca giapponese Nomura) dove si dedica alle infrastrutture e ai trasporti. In questo periodo segue anche la privatizzazione Alitalia come consulente di Air France.

## Controversie
Per il periodo di gestione all'Alitalia avrà qualche problema giudiziario. Gli esiti dei vari procedimenti gli saranno peraltro favorevoli sia in sede civile (2017) sia in sede penale con l’assoluzione perché il fatto non sussiste (2023).

## Onorificenze
Nel luglio 2003 riceve dall'ambasciatore francese a Roma la Legion d'onore.